# Стен Абель
Стен Абель (норв. Sten Abel, 18 листопада 1899 — 30 грудня 1989) — норвезький яхтсмен.
Срібний призер Олімпійських Ігор 1920 року в класі 7 метрів.